# Microregione di Imperatriz
Imperatriz è una microregione dello Stato del Maranhão in Brasile, appartenente alla mesoregione di Oeste Maranhense.

## Comuni
Comprende 16 comuni:
- Açailândia
- Amarante do Maranhão
- Buritirana
- Cidelândia
- Davinópolis
- Governador Edison Lobão
- Imperatriz
- Itinga do Maranhão
- João Lisboa
- Lajeado Novo
- Montes Altos
- Ribamar Fiquene
- São Francisco do Brejão
- São Pedro da Água Branca
- Senador La Rocque
- Vila Nova dos Martírios